# Bataille de Dyrham
La bataille de Dyrham ou de Deorham est une bataille opposant les Anglo-Saxons du Wessex aux Bretons de l'ouest. Elle s'est déroulée en 577 sur la colline de Hinton Hill, près de l'actuel village de Dyrham (Gloucestershire), à quelques kilomètres au nord de Bath. Elle se solde par une victoire des Saxons.
La Chronique anglo-saxonne est la seule source à mentionner la bataille de Dyrham. Elle indique que les Anglo-Saxons sont menés par Ceawlin et son fils Cuthwine, et que trois rois bretons sont tués pendant l'affrontement. Ces rois sont appelés Conmagil ou Cunomagulus, Cynheiddon ou Condidan et Farinmagil ou Ffernfael,.
Leur victoire permet aux Anglo-Saxons d'occuper les points stratégiques d'Aquae Sulis (Bath), Glevum (en) (Gloucester) et Corinium Dobunnorum (Cirencester). En atteignant le canal de Bristol, ils isolent les Bretons du pays de Galles de ceux de Cornouailles et de Domnonée, bien que les voies de communication maritimes, par la Severn ou la mer d'Irlande, restent très utilisées.